# Siphunculina breviseta
Siphunculina breviseta är en tvåvingeart som beskrevs av Malloch 1924. Siphunculina breviseta ingår i släktet Siphunculina och familjen fritflugor. Inga underarter finns listade i Catalogue of Life.

## Bildgalleri

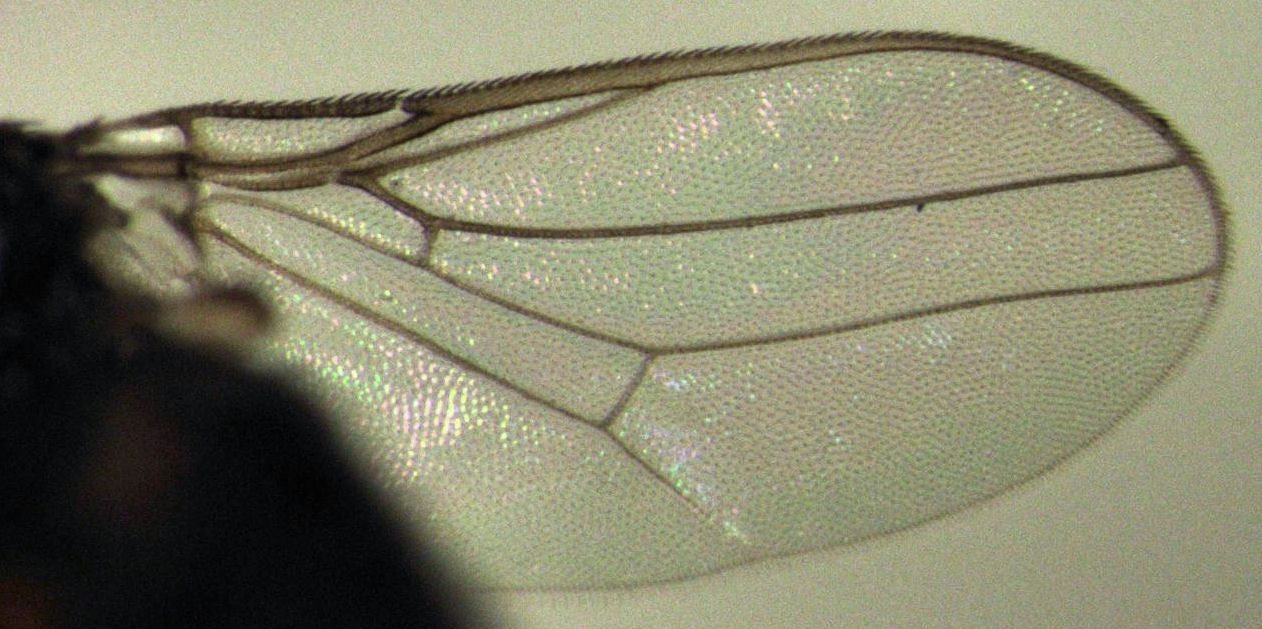
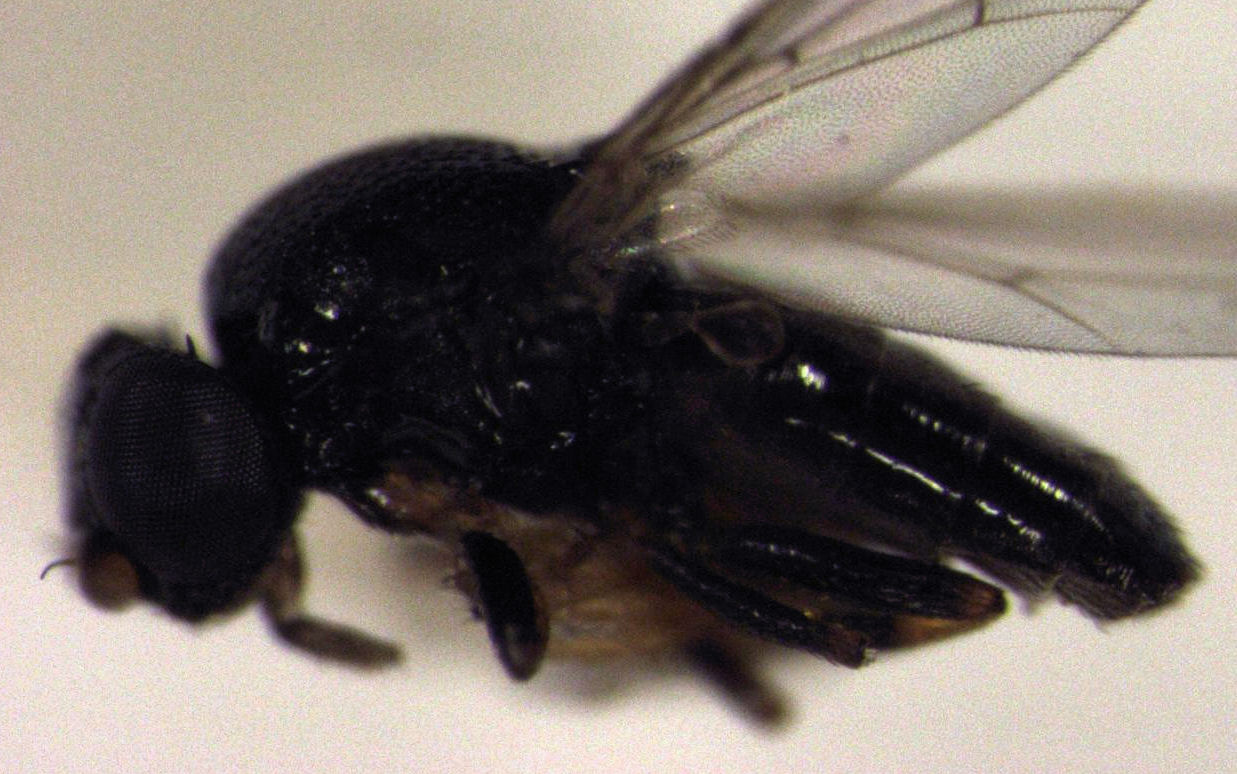